# Kamienica przy ulicy Kiełbaśniczej 28 we Wrocławiu
Kamienica przy ulicy Kiełbaśniczej 28 – kamienica o średniowiecznym rodowodzie znajdujące się przy ul. Kiełbaśniczej we Wrocławiu.

## Historia kamienicy

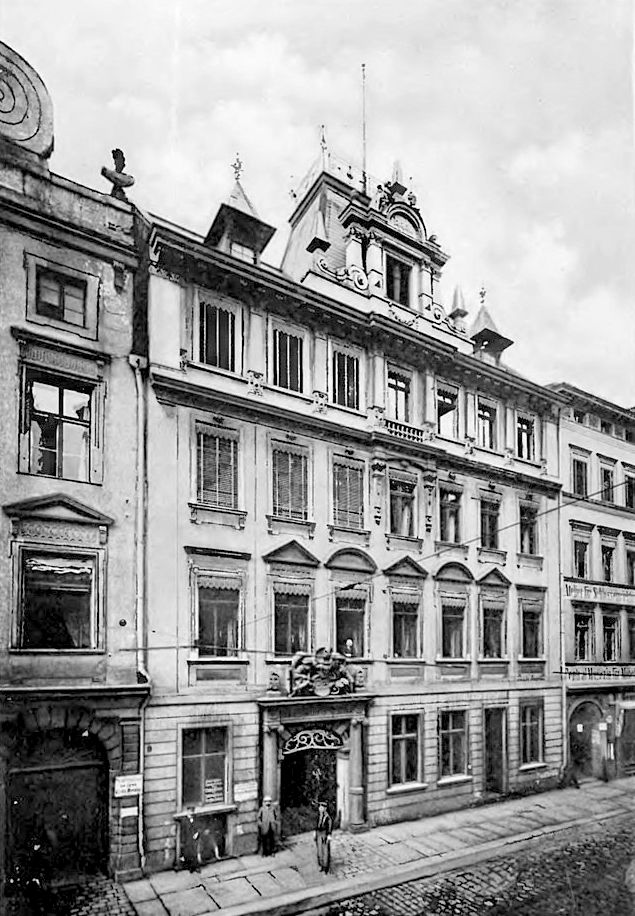
Kamienica z 1904(?) roku z widoczną wcześniejszą elewacją

Pierwsze ślady zabudów drewnianych na posesji nr 28 pochodzą z XIII wieku. Jej wymiary zbliżone były do wzorcowej kurii 60 x 120 stóp (18,78 x 37,56 m), przy czym granica lokacyjna parcelacji przechodzi przez środek działki. W drugiej połowie XIII wieku i na początku XIV na posesji znajdował się budynek drewniany wykonany w konstrukcji szkieletowej. W drugiej połowie XIV wieku na posesji został wzniesiony pierwszy murowany budynek. Była to dwutraktowa kamienica, podpiwniczona, dwu- lub trzykondygnacyjna o głębokości 18 metrów. Budynek nakryty był dwoma równoległymi do siebie dachami kalenicowymi, przy czym wyższy znajdował się od frontu. Szczyt kamienicy zakończony był "kocim biegiem" na wysokości 19,5 metra. Taki budynek widoczny jest na planie Wernera z XVIII wieku. W okresie między 1470 a 1525 rokiem wybudowano tylną oficynę o głębokości 4 metrów i szerokości 18 metrów. W latach 1525–1650 tylna oficyna została połączona od północy z budynkiem frontowym. 
Około 1750 roku kamienica została przebudowana. Powstał wówczas trzykondygnacyjny dom kalenicowy o ośmioosiowej fasadzie. Skrajne osie fasady tworzyły pseudoryzality. Okna drugiej kondygnacji (z wyjątkiem skrajnych) miały kamienne uszakowe obramienia oraz na przemian rozmieszczone odcinkowe i trójkątne naczółki. W trzeciej osi licząc od północy umieszczony został portal kolumnowy. Fasada pokryta była fakturalnym tynkiem ozdobionym dekoracją sztukatorską; część parterowa była boniowana. Z tego okresu w jednym z pomieszczeń zachował się renesansowy pseudokasetonowy strop drewniany z później dodaną XVIII-wieczną akantową polichromią.   
Pod koniec XVIII wieku fasada została ponownie przebudowana na styl klasycystyczny. W 1888 lub w 1889 roku kamienica została podniesiona o jedną kondygnację, dobudowano szczyt, zmieniono formę dachu oraz dodano nowy portal. Przebudowie uległ również układ wnętrz.  

## Po 1945 roku
W 1999 oraz w 2016 roku kamienica została odremontowana. Inwestorem prac była firma Financial Invest Group sp. z o.o. W jej murach znajdują się pomieszczenia biurowo-mieszkalne W kamienicy od 1991 roku znajdowała się "Galeria Miejska".